# Fidelio Finke
Fidelio Friderich Finke (Josefsthal, 1891 – Dresda, 1968) è stato un musicista tedesco.
Nel 1927 assunse la direzione dell'Accademia musicale tedesca di Praga, ma nel 1946 passò all'Accademia di Dresda.
Nel 1951 accettò un posto da docente a Lipsia. Autore per lo più di musica da camera, espose velate tendenze innovatrici.